# Donatien Marquis
Pour les articles homonymes, voir Marquis (homonymie).
Donatien Marquis est un homme politique français né le 18 décembre 1789 à Chambly (Oise) et décédé à Chambly (Oise) le 12 décembre 1879.

## Biographie
Donatien Marquis naît le 18 décembre 1789 à Chambly. Il est le fils de Pierre Christophe Marquis, meunier, et de son épouse, Marie Jeanne Pigeaux.
Entré à l'école Polytechnique en 1809, puis à l'école d'application de l'artillerie de Metz en 1811, Donatien Marquis quitte l'armée en 1826 comme capitaine d'artillerie. Conseiller général, il est député de l'Oise de 1843 à 1849, siégeant dans l'opposition sous la Monarchie de Juillet, puis à droite sous la Deuxième République. Il est maire de Chambly de 1849 à 1878.
Il meurt le 12 décembre 1879 à Chambly.

## Sources
- « Donatien Marquis », dans Adolphe Robert et Gaston Cougny, Dictionnaire des parlementaires français, Edgar Bourloton, 1889-1891 [détail de l’édition]